# Уэстпорт (станция)
Уэстпорт — конечная железнодорожная станция на линии Дублин-Вестпорт, открытая 28 января 1866 года и обеспечивающая транспортной связью одноимённый город в графстве Мейо, Республика Ирландия.

## Оборудование/Инфраструктура/Структура/Оснащение
Железнодорожная линия не электрифицирована, движение осуществляется на тепловозной тяге.

## Достопримечательности
Синие пляжи, резиденция Вестпорт и памятник Грайн Ни Майлл — «Ирландской королеве пиратов», фестивали.